# Friedrich Ernst Ludwig von Fischer
Friedrich Ernst Ludwig von Fischer (Halberstadt, 20 de febrero de 1782 - San Petersburgo, 17 de junio de 1854) fue un botánico de origen alemán ruso.

## Biografía
Fue el director del Jardín Botánico de San Petersburgo de 1823 a 1850.
De Von Fischer se le reconocen números escritos científicos; muchos de ellos en colaboración con otros autores tal como con Carl Anton von Meyer.

## Obra
- Plantes recueillies pendant le voyage des Russes autour du monde, Tübingen, 1810

- (en latín) (en francés) Descriptiones plantarum rariorum Sibiriae in: Mémoires de la Société impériale des naturalistes de Moscou, 1812, tomo 3, pp. 56-82

- Beitrag zur botanischen Systematik …, 1812

- (en latín)Zygophyllaceae, San Petersburgo, 1833

- Enumeratio plantarum novarum a cl. Schrenk lectarum, zusammen mit Carl Anton von Meyer, 1841-1842

- Sertum petropolitanum, con Carl Anton von Meyer, 1846-1852

- Synopsis Astragalorum tragacantharum, en: Bulletin de la Société impériale des naturalistes de Moscou, 1853, tomo 26, n.º 4, pp. 346-4861853

## Honores

### Eponimia
- (Apiaceae) Fischera (Sw.) Spreng.[1]
- La abreviatura «Fisch.» se emplea para indicar a Friedrich Ernst Ludwig von Fischer como autoridad en la descripción y clasificación científica de los vegetales.[2]